# Nulato, Alaska
Nulato, Alaska (енгл. Nulato) град је у америчкој савезној држави Аљаска.

## Демографија
По попису из 2010. године број становника је 264, што је 72 (-21,4%) становника мање него 2000. године.
| Група             | 2000.     | 2010.     |
| Белци             | 17 (5,1%) | 13 (4,9%) |
| Афроамериканци    | 0 (0,0%)  | 0 (0,0%)  |
| Азијати           | 0 (0,0%)  | 0 (0,0%)  |
| Хиспаноамериканци | 2 (0,6%)  | 2 (0,8%)  |
| Укупно            | 336       | 264       |